# Gilles Houle
Pour les articles homonymes, voir Houle (homonymie).
Gilles Houle (Drummondville, 26 janvier 1947 - Paris 14e, 3 décembre 2006) est un chercheur et professeur en sociologie, spécialisé en sociologie du Québec et en épistémologie principalement.

## Biographie
Gilles Houle est né à Drummondville dans le Centre-du-Québec en 1947 et il est décédé subitement à Paris le 3 décembre 2006, lors d'un passage pour une soutenance de thèse de doctorat en cotutelle. il a fait une partie de ses études en sociologie à l’Université Laval, de 1967 à 1971, et s'est dirigé en France, à l’Université d'Aix-en-Provence, pour poursuivre ses études doctorales sous la direction de Nicole Ramognino.  Il est québécois.
Il a fait la majeure partie de sa carrière en milieu universitaire, en tant que chercheur et professeur spécialisé en sociologie du Québec, ainsi que sur les aspects méthodologiques et épistémologiques de la sociologie. La sociologie proposée par Gilles Houle s'ancre dans des contextes sociaux et historiques, ainsi que sur l'expérience de l'intimité et les relations personnelles; « Il étudiait toujours un monde où les « réalités » ont un « sens ». ».
Depuis le début des années 1980 jusqu'en 2006 il a été professeur titulaire au département de sociologie de l’Université de Montréal pour qui ce rôle était pris très à cœur : « Enseigner, et surtout enseigner l’épistémologie, était pour Gilles Houle un mode de vie, quasiment un mode de vie quotidienne. ». Il était très accueillant et ouvert envers ses collègues et les étudiants et n'hésitait pas à partager ses dernières trouvailles.
L'Association des sociologues et des anthropologues de langue française a organisé une journée en hommage à l'œuvre et l'héritage intellectuel laissé par Gilles Houle, qui a eu lieu le 17 mai 2011 et où sociologie du Québec et sociologie de la connaissance ont été les thématiques.

## Publications
- Gilles Houle. (1997). Clinical Analysis in the Social Sciences: Towards a Practical Epistemology. International Sociology, 12(2), 191–203. https://doi.org/10.1177/026858097012002006

Il est possible de trouver un recensement des publications de Gilles Houles sur l'hommage qui lui est rendu par Robert Sévigny.